# Jada Toys
Jada Toys Incorporated é uma indústria fabricante de miniaturas colecionáveis de carros die-cast e de controle remoto da Califórnia.
Foi fundada em 1999 pelo casal Jack e May Li. Os produtos desenvolvidos pela Jada são voltados para o mercado de colecionadores, não sendo recomendados ou adequado para crianças abaixo de três anos.

## História
Fundado por Jack e May Li em 1999, o primeiro brinquedo da Jada foi um Chevrolet 1953 caminhão de reboque na escala 1:24, fazendo parte de sua linha "Thunder Crusher". Embora ela e outras linhas tenham se mostrado bem sucedidas, a empresa permaneceu na obscuridade até a introdução da marca DUB City com temática urbana. Lançada em colaboração com a DUB Magazine em 2002, a linha apresenta veículos oficialmente licenciados com aros personalizados, altura de passeio reduzida e sistemas especiais de entretenimento no carro. Dubs, assim nomeado por suas rodas de 20 polegadas ou maiores, estão entre os mais vendidos da empresa e os mais visíveis em lojas de varejo.
A empresa lançou o spin off de DUB City, "Chub City", em 2005. Voltada para uma geração mais jovem de colecionadores, a linha incluía veículos fortemente estilizados e uma história contada através de episódios na internet e nos quadrinhos. Os personagens humanos apresentados na história inspiraram brinquedos próprios na marca. Em 2007, a linha tinha feito mais de US $ 12,5 milhões em vendas e foi destaque em uma promoção de refeição para crianças no Burger King. Em 2009, a Jada vendeu a marca para a Dentsu Entertainment que, em conjunto com Fuel Entertainment e Nelvana, planejava lançar uma série animada de 52 episódios de US$ 15 milhões no final de 2015. No momento da venda, os brinquedos de "Chub City" tinham vendido mais de 20 milhões de unidades. 
Ramificando-se fora do licenciamento automotivo, em 2008, a Jada Toys se uniu à Activision para lançar o Guitar Hero Air Guitar Rocker. O brinquedo consiste em uma fivela de cinto, um alto-falante portátil e duas picaretas de guitarra. Acenando com a picareta perto da fivela permite que o usuário toque guitarra aérea em uma das dez músicas (cinco faixas licenciadas), como "Iron Man" do Black Sabbath "More Than A Feeling", de Boston.  Dois cartuchos que adicionam músicas adicionais também foram lançados.
Em 2011, a Jada entrou na categoria de brinquedos para meninas quando recebeu uma licença para produzir play sets da Hello Kitty e carros de controle remoto. Isso foi acompanhado pela própria linha de bonecas de moda da empresa chamada Cutie Pops em 2012 e na linha RC Girl Mazing em 2014.
Em 2013, a Jada tornou-se a empresa licenciada de brinquedos para o reboot do RoboCop. 
Em 2014, a empresa ganhou os direitos de produzir brinquedos veiculares baseados em Jurassic World e na série Velozes e Furiosos. 
2016 viu a introdução da linha de figuras Metals Die Cast. Com base em diversas propriedades de entretenimento licenciadas, a Jada oferece a linha em escalas de 2, 4" e 6". A empresa planejava lançar mais de 150 produtos Metal Die Cast em seu primeiro ano.
Em 2019, a empresa foi adquirida pelo Grupo Simba Dickie.

## Ligaçoes externas
- (em inglês) Jada Toys home page
- (em inglês) Chub City home page
- (em inglês) Chub City Iplayaz home page